# Élisabeth Hesselblad
Élisabeth Hesselblad, née le 4 juin 1870 dans le village de Faglavik, dans la commune de Herrljunga en Suède, et morte le 24 avril 1957, est une religieuse catholique, rénovatrice de la branche des Sœurs du Saint-Sauveur de Sainte-Brigitte. Elle est reconnue Juste parmi les nations en 2004 et vénérée comme sainte par l'Église catholique.

## Biographie
Née dans l'ouest de la Suède au sein d'une famille luthérienne de treize enfants, elle est baptisée dans l'Église luthérienne de Suède. Elle travaille dès l'âge de seize ans pour aider sa famille, puis elle part, comme tant de paysans suédois de l'époque, chercher du travail aux États-Unis. Elle y devient infirmière, et entre en contact avec des Catholiques qui lui font connaître leur Église. Finalement elle se convertit au catholicisme en 1902. Elle souhaite alors « unir ce qui est divisé ». En visite à Rome, elle rejoint les religieuses brigittines, issues de l'Ordre fondé autrefois par sainte Brigitte de Suède.
Élisabeth Hesselblad, devenue religieuse, n'a de cesse de développer sa Congrégation approuvée par le Saint-Siège en 1940 et de redonner vie à l'œuvre de la sainte suédoise. Elle est ouverte au dialogue avec les autres confessions chrétiennes, dans le cadre de l'œcuménisme, et multiplie les missions en Europe du nord et de l'est. Elle est déclarée Juste parmi les nations en 2004 pour avoir sauvé des Juifs pendant la dernière guerre mondiale, à Rome.

## Béatification et canonisation
Elle est béatifiée le 9 avril 2000 par Jean-Paul II. Depuis, un miracle supplémentaire est reconnu à son intercession ; le pape François en approuve la reconnaissance le 16 décembre 2015, ce qui ouvre la voie à sa canonisation.
Sa canonisation est effective le 5 juin 2016, célébrée à Rome par le pape François.